# Партія ліберального фронту
Партія ліберального фронту (ПЛФ)  (порт. Partido da Frente Liberal) — політична партія Бразилії.
Партію засновано 1988 року, 2007 перейменовано на партію демократів.
Дотримувалася ліберальних поглядів.